# Son of God (film)
Son of God è un film del 2014 diretto da Christopher Spencer.
Il film è una riedizione cinematografica della miniserie televisiva La Bibbia e pertanto è composto per la maggior parte da scene tratte dalla seconda parte di essa, arricchite da altre scene inedite che erano state tagliate durante la produzione della stessa.

## Trama
Il film è incentrato sulla vita di Gesù, dalla nascita alla resurrezione.

## Accoglienza
Su Rotten Tomatoes il 20% dei critici ha dato una recensione positiva sulla base di 73 recensioni con una valutazione media di 4,69/10. Metacritic assegna un punteggio medio ponderato di 37 su 100 sulla base di 25 critici, indicando "recensioni generalmente sfavorevoli".